# Горячев, Иван Михайлович
Иван Михайлович Горячев (1933—1956) — сержант Советской Армии, участник подавления Венгерского восстания 1956 года, Герой Советского Союза (1956).

## Биография
Иван Горячев родился в 1933 году в деревне Скрипки Бежецкого района (ныне — Тверская область) в семье крестьянина. Учился в школе в деревне Куличино. Получил неполное среднее образование, работал трактористом в машинно-тракторной станции. В 1953 году Горячев был призван на службу в Советскую Армию. Окончил учебное подразделение, служил в танковых подразделениях. К октябрю 1956 года сержант Иван Горячев был механиком-водителем танка 62-го танкового полка 11-й гвардейской механизированной дивизии Прикарпатского военного округа. Написал рассказ «Во спасение», где рассказывалось об Иннокентии, который спас маленькую девочку во время войны.
В октябре 1956 года Горячев в составе советских войск вступил на территорию Венгерской Народной Республики и принял участие в подавлении Венгерского восстания. 9 ноября 1956 года в одном из боёв с венгерскими повстанцами он погиб. Похоронен в братской могиле на воинском кладбище в городе Кечкемет.
Указом Президиума Верховного Совета СССР от 18 декабря 1956 года за «мужество и отвагу, проявленные при выполнении воинского долга» сержант Иван Горячев посмертно был удостоен высокого звания Героя Советского Союза. Также посмертно был награждён орденом Ленина.